# موشويشوي الأول
موشويشوي الأول (بالإنجليزية: Moshoeshoe I)‏ (1790 - 11 مارس 1870) الأب المؤسس والزعيم الأعلى (بالسوثوية morena e moholo، بالإنجليزية Paramount Chief) لشعب الباسوتو الذي يتخذ من ليسوتو موطنا بالأساس.

## حياته
ولد موشويشوي الأول باسم ليبوكو (Lepoqo). كان والده الزعيم  موكاتشاني، ووالدته كولو من قبيلة بافوكنغ.  بعد اجتيازه طقوس البلوغ شن غارة لسرقة الماشية من زغيم القبيلة المجاورة. ومنذ ذلك الحين أطلق على نفسه اسم موشويوي، نسبة إلى الصوت الصادر عن حلاقة الذقن، تمثيلا لحلاقته ذقون القبيلة التي أغار عليها لسرقة الماشيته. في عام 1810 تزوج مابيلا، ابنة زعيم من بافوكنغ، والتي أصبحت تعرف ب«ماموهاتو».  في 1811، ولد ابنهما الأول، ليتسي. طلب «بيتي» جد موشويشوي المعونة من الزعيم موهلومي (1720-1816) ليؤثر على الشاب العنيف، ويحثه على الإخلاص في الحكم وإصدار قرارات منصفة والبحث عن السلام. كما قدم له المشورة لاختيار زوجاته بذكاء، كي يزداد تأثيره.
كان موشويشوي مثل موهلومي من قبيلة باكوينا من جنوب السوتو. هجرت  قبائل السوتو الجنوبية في أوائل القرن التاسع عشر جراء الحروب التوسعية للزولو إلى الإقليم المسمى حاليا ليسوتو. نجحت موشويشوي الأول عام 1820 بتجميع بعض من قبائل شعب الباسوتو كما اضطر للدفاع عن النفس من قبائل أخرى  مثل باتلوكوا. ولذلك انتقل مقره من جبل بوثا-بوثي في شمال البلاد في عام 1824 إلى ثابا بوسيو («الجبل في الليل») بالقرب من العاصمة الحالية ماسيرو. بفضل شجاعته ورغبته في السلام، نجح في الدفاع عن منطقته القبلية من الزولو وادعاءات الملكية من قبل البوير. ساعده في عام 1833 المبشرون من جمعية باريس الإنجيلية التبشيرية، والتي أسست في تابا بوسيو واحدة من أولى البعثات التبشيرية في المنطقة، وبالأخص أوجين كاسالي والذي عمل كوزير خارجية لموشويشوي. في نهاية عقد 1830 كان لموشويشوي قطعان كبيرة من الماشية، وكان قد تزوج ما يقارب 200 امرأة.
وقع موشويشوي في عام 1843 معاهدة مع البريطاني جورج توماس نابيير (معاهدة نابيير) والتي أعطت للباسوتو حق الملكية للغالبية العظمى من أراضيهم في الحدود الغربية، بعيدا إلى الغرب من الحدود الحالية لليسوتو. تم الاعتراف بموشويشوي  للمرة الأولى من قبل القوى الأوروبية في المنطقة كزعيم للباسوتو. في عام 1858، هوجمت البلد في حرب سنكال، ومرة أخرى في عام 1865 و 1867 في حرب سيكيتي من قبل البوير الذين تمكنوا من مهاجمة كافة المعاقل باستثناء حصن تابا بوسيو، مما أجبر موشويشوي الأول على طلب الحماية البريطانية. في 12 مارس 1868، أصبحت باسوتولاند (الآن ليسوتو)، بموافقة موشويشوي الأول، مستعمرة تاج بريطانية. بقي  موشويشوي الأول زعيما واستطاع الإفلات من قبضة جمهوريات البوير في جنوب أفريقيا. وفي 18 يناير 1870، سلم الحكم إلى ابنه، ليتسي الأول، وتوفي بعدها بوقت قصير.

## إرثه
يعتبر موشويشوي الأول والد الأمة الحكيم الصادق ويبجله الكثيرون في ليسوتو اليوم. يحتفل بتاريخ وفاته في 11 مارس كعطلة رسمية  (يوم موشويشوي). حتى عام 1993، كان يحتفل بيوم موشويشوي بتاريخ 12 مارس، إلا أنه غير لتصادفه مع يوم ضم أرض الباسوتو إلى المملكة المتحدة. يطلق على مطار ماسيرو اسم مطار موشويشوي الأول الدولي.
سمي ابن حفيده موشويشوي الثاني، أول ملك لليسوتو، على اسمه. ومنذ ذلك الحين أضيف لقب «الأول» إلى اسم موشويشوي الأول.